# Европско првенство у рагбију 7 — конференција 2 2024.
Европско првенство у рагбију седам - Конференција два 2024. одржано је средином јуна, у Бару, поморском граду у Црној Гори. Рагби савез Европе указао је поверење Рагби савезу Црне Горе да организује ово велико такмичење.
Овај спортски турнир је трајао два дана, а рагби 7 репрезентација Црне Горе је освојила пето место.
Прво место је освојила селекција Кипра, пошто је у финалу савладала рагби 7 репрезентацију Словачке.

## Учесници
- Рагби 7 репрезентација Кипра,
- Рагби 7 репрезентација Естоније,
- Рагби 7 репрезентација Словачке,
- Рагби 7 репрезентација Словеније,
- Рагби 7 репрезентација Црне Горе,
- Рагби 7 репрезентација Босне и Херцеговине,
- Рагби 7 репрезентација Косова,
- Рагби 7 репрезентација Црне Горе 2,

## Пропозиције такмичења
Седам европских четврторазредних рагби 7 нација биле су подељене, у две групе по четири селекције. Након групне фазе такмичења, почела је завршница такмичења. Конференција два јесте четврти ешалон европског рагбија седам.

## Групна фаза такмичења
Група А
| Табела                                        | ИГ | Д | Н | И | ПД | ПП  | ББ | Бод. |
| --------------------------------------------- | -- | - | - | - | -- | --- | -- | ---- |
| 1. Рагби 7 репрезентација Естоније            | 3  | 3 | 0 | 0 | 90 | 21  | 0  | 9    |
| 2. Рагби 7 репрезентација Словеније           | 3  | 2 | 0 | 1 | 83 | 35  | 0  | 7    |
| 3. Рагби 7 репрезентација Босне и Херцеговине | 3  | 1 | 0 | 2 | 49 | 45  | 0  | 5    |
| 4. Црна Гора 2                                | 3  | 0 | 0 | 3 | 7  | 127 | 0  | 3    |

- Словенија - Естонија 14-21
- Босна и Херцеговина - Црна Гора два 28-7
- Словенија - Црна Гора два  47-0
- Естонија - Босна и Херцеговина 17-7
- Естонија - Црна Гора два 52-0
- Словенија - Босна и Херцеговина 21-14[3]

Група Б
| Табела                              | ИГ | Д | Н | И | ПД | ПП | ББ | Бод. |
| ----------------------------------- | -- | - | - | - | -- | -- | -- | ---- |
| 1. Рагби 7 репрезентација Кипра     | 3  | 3 | 0 | 0 | 97 | 43 | 0  | 9    |
| 2. Рагби 7 репрезентација Словачке  | 3  | 2 | 0 | 1 | 86 | 31 | 0  | 7    |
| 3. Рагби 7 репрезентација Црне Горе | 3  | 1 | 0 | 2 | 40 | 71 | 0  | 5    |
| 4. Рагби 7 репрезентација Косова    | 3  | 0 | 0 | 3 | 5  | 83 | 0  | 3    |

- Словачка - Кипар 22-24
- Црна Гора - Косово 12-5
- Словачка - Косово 36-0
- Црна Гора - Кипар 21-38
- Косово - Кипар 0-35
- Словачка - Црна Гора 28-7[4]

## Завршница такмичења
Утакмице за пласман од петог до осмог места
- Босна и Херцеговина - Косово 14-7
- Црна Гора - Црна Гора два 48-0
- Црна Гора - Босна и Херцеговина 14-12
- Црна Гора два - Косово 10-7[5]

Утакмице за пласман од четвртог до првог места, полуфинале и финале
- Естонија - Словачка 0-10
- Кипар - Словенија 25-0
- Естонија - Словенија 12-14[6]
- Кипар - Словачка 19-12

## Табела и коначни поредак рагби 7 репрезентација
- Прво место - Кипар
- Друго место - Словачка
- Треће место - Словенија
- Четврто место - Естонија
- Пето место - Црна Гора
- Шесто место - Босна и Херцеговина
- Седмо место - Црна Гора два
- Осмо место - Косово

| Победник Конференције 2 Европског првенства у рагбију седам 2024. |
| ----------------------------------------------------------------- |
| Рагби 7 репрезентација Републике Кипра                            |